# Hinojos

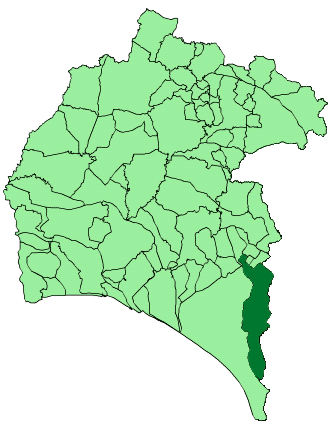
Localização de Hinojos

Hinojos é um município da Espanha na província de Huelva, comunidade autónoma da Andaluzia, de área 321 km² com população de 3806 habitantes (2007) e densidade populacional de 11,47 hab/km².

## Demografia
| Variação demográfica do município entre 1991 e 2004 | Variação demográfica do município entre 1991 e 2004 | Variação demográfica do município entre 1991 e 2004 | Variação demográfica do município entre 1991 e 2004 |
| --------------------------------------------------- | --------------------------------------------------- | --------------------------------------------------- | --------------------------------------------------- |
| 1991                                                | 1996                                                | 2001                                                | 2004                                                |
| 3445                                                | 3482                                                | 3604                                                | 3683                                                |